# ふたりぼっち戦争
『ふたりぼっち戦争』（ふたりぼっちせんそう）は、肘原えるぼによる日本の漫画作品。『ジャンプスクエア』（集英社）にて、2017年7月号から2018年5月号まで連載された。

## ストーリー
未知の侵略者・イドラに蹂躙された世界。人類はイドラに対抗するため、人が遠隔で動かす生体兵器・アルカナを生み出した。最初のアルカナ・“アベンジャー”は人類の希望となった。事故で両手足の自由を失ったイリヤ・クラヴィッツはアベンジャーに命を助けられたことにより、アルカナのプレイヤーを目指す。イリヤは晴れてアルカナのプレイヤーとなるが、そのユニットの正体は姉のアンナ・クラヴィッツであり、イドラに敗北することが姉のアンナの死であることを知る。

## 登場キャラクター

### メインキャラクター
イリヤ・クラヴィッツ
アルカナ・“ルーキー”のプレイヤー。少年の頃にアルカナに命を救われたことからプレイヤーとなる。
アンナ・クラヴィッツ
アルカナ・“ルーキー”のユニット。イリヤの姉。イリヤに内密でアルカナのユニットとなる。

### サブキャラクター
メンデル・シュワルツ
アルカナ・“リッター”のプレイヤー。先輩プレイヤーで、イリヤの良き相談相手。
ラルフ・シュワルツ
アルカナ・“リッター”のユニット。メンデルの兄。お調子者の性格。
ダレル
アルカナ・“クラッシャー”のプレイヤー。ユニットが傷つくことも厭わない。
ニコラ
アルカナ・“クラッシャー”のユニット。ダレルの妹。イリヤを気遣う心優しき少女。
リリー
アルカナ・“ユースティティア”のプレイヤー。ダラスの訓練から本部に呼び戻される。
オーウェン
アルカナ・“ユースティティア”のユニット。リリーの父。酒好き。

## 書誌情報
- 肘原えるぼ 『ふたりぼっち戦争』 集英社〈ジャンプ・コミックス〉、全3巻
  1. 2017年9月4日発売[2]、ISBN 978-4-08-881154-3
  2. 2018年1月4日発売[3]、ISBN 978-4-08-881326-4
  3. 2018年5月2日発売[4]、ISBN 978-4-08-881416-2